# Crimes Curitiba
Crimes Curitiba é um site criado pelo repórter Marcelo Vellinho destinado a informar e divulgar dados sobre os crimes violentos ocorridos em Curitiba e sua Região Metropolitana. Todos os casos de assassinatos são registrados no site, permitindo assim criar um mapa do crime, separando as ocorrências por bairros e cidades, além da criação de estatísticas mensais e anuais.
Em Outubro de 2010 o blog ganhou o Prêmio Gôra de Blog do 1º Prêmio Literal Link de Jornalismo por seu trabalho jornalístico.

## Metodologia
O número de assassinatos é coletado a partir do acompanhamento diário dos crimes e levantamento feito nas delegacias. Os relatórios divulgados pelo Instituto Médico Legal (IML) também são utilizados como base de informação, porém, a pesquisa descarta as vítimas de acidentes de trânsito, suicídio e mortes não delituosas.
São computados todos os homicídios, latrocínios, confrontos com a polícia e lesões corporais seguidas de morte e com esses dados é possível a elaboração de um mapa do crime, que os separa por bairro e cidade.

## Estatísticas
Todo o mês é lançado as estatísticas de crimes violentos cometidos em Curitiba e região, onde é feita uma análise de queda ou aumento na violência no período em comparação com o mesmo do ano anterior.
Também é feita uma estatística anual, com a compilação dos números de todos os crimes violentos ocorridos no ano.